# Tycherus stylarthrus
Tycherus stylarthrus är en stekelart som beskrevs av Gokhman 1991. Tycherus stylarthrus ingår i släktet Tycherus och familjen brokparasitsteklar. Inga underarter finns listade i Catalogue of Life.